# Kamienica Tekielskiego w Rzeszowie
Kamienica Tekielskiego – kamienica mieszcząca się przy ulicy 3 Maja pod numerem 32 w Rzeszowie.

## Położenie
Kamienica Tekielskiego to narożny budynek znajdujący się na złączeniu głównego miejskiego deptaku - ulicę 3. Maja z ulicą Zamkową. Najwyższy ściana kamienicy (skośne naroże) znajduje się ponadto na wprost alei Lubomirskich. Posesja, na której wybudowano dom początkowo był własnością rodziny Fechtdegenów. W 1910 roku parcelę zakupił rzeszowski architekt Tadeusz Mateusz Tekielski, który wcześniej stworzył zabudowę willową przy pobliskiej alei Pod Kasztanami i kilka innych realizacji w mieście.

## Charakterystyka
Zaprojektował on dla siebie wysoki 5-kondygnacyjny, podpiwniczony budynek w stylu secesji z pojedynczym wejściem od ul. Zamkowej. Plan obiektu w dużej części zdeterminował kształt działki – Tekielski projektując fasadę budynku dopasował go do biegu ulic, w taki sposób, że kamienica zyskała plan zbieżnego wielokąta. Przedni trakt jest również nieregularny, przechodzi on w dwie oficyny. 2 klatki schodowe umieszczono natomiast w trakcie tylnym.
Dopasowanie to spowodowało ponadto podzielenie fasady na trzy części. Skośnie usytuowana, najwyższa posiada charakterystyczne flankowanie przez słupki zakończone kulami. Trójkątny szczyt wieńczy kartusz i emblematem architekta i jego żony (T. T. J. - Tekielscy Tadeusz i Jadwiga), opleciony bogatym ornamentem roślinnym. Poniżej znajduje się trójdzielna kompozycja okien o nierównej wysokości z łacińską sentencją – Sibi et posterati (Sobie i potomności) i datą budowy (1910 r.).
Równomierny rozkład okien w siatce 3 x 4 celowo zaburzony został przez dodanie od strony 3 Maja dużego wykuszu nad którym nadstawiono pojedynczą balkonową loggię krytą stromym dachem. Od strony Zamkowej na wysokości w. w. wykuszu znalazła się loggia analogiczna do poprzedniej, jednak nie jest ona kryta skośnym dachem, w zamian służy za podstawę do niewielkiego balkonu na 2. piętrze budynku. Obie konstrukcje wsparte są na trzystopniowych kroksztynach, występujących z elewacji na wysokości połowy parteru.
Fasady boczne kamienicy są symetryczne. W połowie pierwszego piętra zaznaczony jest płytki wykusz wsparty na kroksztynach z 3 oknami o nierównej szerokości. 
Charakterystyczna jest również kompozycja portalu wejściowego umieszczonej od strony ulicy Zamkowej. Bogato zdobiony kamienny portal wypełniają półokrągłe, dwuskrzydłowe drewniane drzwi z metalową kratą (bliźniacze do drzwi Kamienicy Czyncielów w Krakowie – od strony Placu Mariackiego).
Od strony ul. Zamkowej budynek łączy się z zaprojektowaną najprawdopodobniej również przez Tekielskiego kamienicą narożną Zamkowa-Zygmuntowska z ok. 1935 roku.